# Robert Zemeckis
Robert Lee Zemeckis (Chicago, 14 de mayo de 1952) es un director, productor y guionista estadounidense de cine. En 1984, alcanzó popularidad con su primera película destacada, Romancing the Stone, donde se narra una aventura de una pareja por Colombia. Un año más tarde le llegó el reconocimiento universal y la crítica fue muy favorable con su película de ciencia ficción Back to the Future.
Su carrera continuó con películas muy exitosas en taquilla pero sin tantas críticas favorables hasta que dirigió Forrest Gump en 1994, por la que ganó el Óscar al mejor director.

## Biografía
Robert Zemeckis nació en la ciudad de Chicago, Illinois, hijo de un lituano y una italoestadounidense. Estudió en la Universidad del Sur de California.
Se casó por primera vez el 26 de julio de 1980 con la actriz Mary Ellen Trainor, a quien hizo partícipe de muchas de sus películas durante el tiempo en que estuvieron casados. De este matrimonio nació un hijo. El matrimonio concluyó en divorcio en el año 2000.
El 4 de diciembre de 2001 contrajo matrimonio con Leslie Harter. Harter también trabajó en muchas de sus películas, sobre todo de las más recientes. El matrimonio tiene tres hijos.

## Carrera
Sus primeras películas se han enfocado sobre todo en los efectos especiales en lugar de la trama o el desarrollo de los personajes. El estilo de Zemeckis sigue la línea del director Steven Spielberg, quien produjo muchas de sus películas.

### Década de 1980
En esta época sus películas se centran sobre todo en la acción, el entretenimiento y la comedia, siendo sus elementos más recurrentes. Además su exesposa Mary Ellen Trainor también estaba muy presente en sus películas, aunque no en papeles protagónicos, sino en papeles de reparto. Con Romancing the Stone (Tras el corazón verde), con Kathleen Turner, Michael Douglas y Danny DeVito, los críticos elogiaron la mezcla de acción, romance y comedia. Posteriormente realiza la película que le llevaría directo al éxito tanto comercial como crítico, Back to the Future. En 1988 dirigió  ¿Quién engañó a Roger Rabbit?, donde se aprecia la creatividad del director en una película donde se fusionan un mundo de caricaturas con el mundo real.
Desde 1989, participa del proyecto de HBO, Cuentos de la Cripta, donde junto a otros productores como Richard Donner y Joel Silver produce y dirige algunos episodios. En uno de ellos también participó Trainor.

### Década de 1990

Zemeckis en el rodaje de Contact en 1997

En 1990, terminó la saga Back to the Future Part III. En 1992, dirigió la comedia negra Death Becomes Her, con Meryl Streep, Goldie Hawn, Isabella Rossellini y Bruce Willis.
En 1994 dirigió Forrest Gump, protagonizada por Tom Hanks y Robin Wright, en la que demuestra una faceta totalmente diferente a la que había mostrado en todas sus películas anteriores. Con ella consiguió trece nominaciones y ganó seis premios Óscar. En 1995 dirigió un episodio de Cuentos de la Cripta llamado "Tú, asesino", en el que parodia a Forrest Gump, sin embargo, ambas coinciden en que se utilizaron tomas de archivo. En Forrest Gump utiliza a John Lennon, mientras que en el episodio de Cuentos de la cripta utiliza a Alfred Hitchcock y a Humphrey Bogart.
Tres años después dirigió Contact, protagonizada por Jodie Foster y Matthew McConaughey, en la que practica el mismo estilo que había empleado en Forrest Gump. 
Al mismo tiempo que producía y dirigía Cuentos de la cripta, produjo y dirigió bastantes episodios de un spin-off llamado Cuentos del guardián de la Cripta, que era una adaptación animada de la serie. Durante esos años se centró en producir sobre todo películas de horror. En 1995 y en 1996 produjo las películas de la serie Cuentos de la Cripta, Caballero del diablo y Burdel de sangre. En 1999 inició otra etapa de sus producciones, con películas de terror basadas en películas de los años 60. La primera  fue House on Haunted Hill.

### Década de 2000
En el año 2000 volvió a trabajar con Tom Hanks en Náufrago, que se convirtió en todo un éxito y recibió muy buenas críticas. Durante el resto de la década  realizó películas animadas como El Expreso Polar en (2004) con Tom Hanks, Beowulf en (2007) con protagonizada por Ray Winstone, Angelina Jolie, Anthony Hopkins y John Malkovich,   y Cuento de Navidad en (2009) protagonizada por Jim Carrey como Scrooge y también con Colin Firth y Gary Oldman.
Continuó produciendo películas de terror, generalmente de Dark Castle Entertainment, como Gothika, 13 Fantasmas y La casa de cera.

### Década de 2010
En 2011 produjo Mars Needs Moms, duramente criticada por sus excesivos efectos. En 2012, iba a dirigir una película animada que llevaría como título Yellow Submarine como tributo a The Beatles, en la que se narra una historia en la que ellos viajan a un lugar mágico llamado Pepperland en su "Submarino amarillo", pero fue cancelada.
En 2012 dirigió Flight, con Denzel Washington.
En 2015 dirigió White Weapon con Luke Evans.

### Década de 2020
En 2020 dirigió la nueva adaptación de la novela infantil The Witches de Roald Dahl que estuvo protagonizada por Anne Hathaway, Octavia Spencer, Stanley Tucci y Chris Rock, también está basada en la película de 1990 y HBO compró sus derechos, sin embargo, tuvo bastantes problemas para su estreno y distribución en cines debido a la pandemia de COVID-19. Más tarde dirigió y coescribió para Disney la adaptación de Pinocho basada en la la película animada de 1940, donde volvió a trabajar por cuarta vez con Tom Hanks quien le dio vida a Geppetto, Benjamin Evan Ainsworth como Pinocho, Joseph Gordon-Levitt como Pepito Grillo, Cynthia Erivo como el Hada Azul, Luke Evans como el Cochero y Keegan-Michael Key como Honrado Juan. Se estrenó en Disney+ en septiembre de 2022 cosechando muy malas críticas (en especial por parte del público). En 2022 es el productor ejecutivo de la serie MANIFIESTO.

## Filmografía

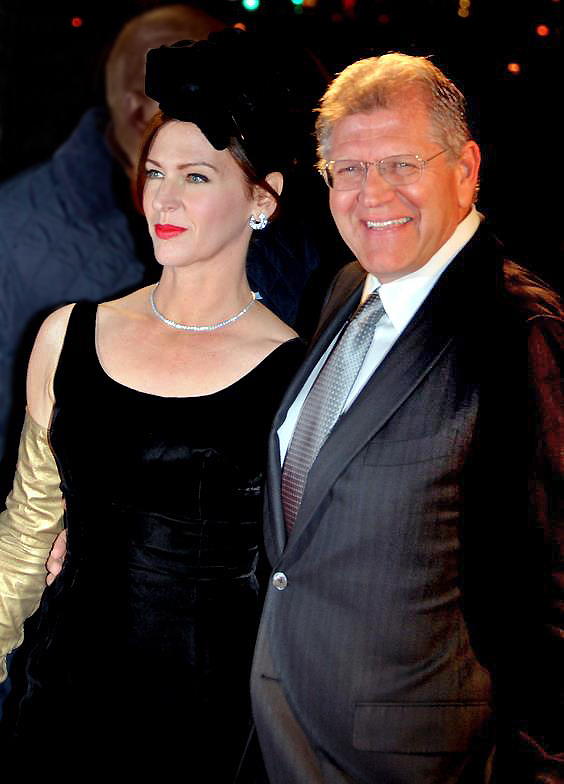
Zemeckis con su esposa Leslie Harter en el estreno de El vuelo en 2013

| Año  | Trabajo                         | Notas                           |
| 1978 | Locos por ellos                 | Director y guionista            |
| 1979 | 1941                            | Guionista                       |
| 1980 | Frenos rotos, coches locos      | Director y guionista            |
| 1984 | Romancing the Stone             | Director                        |
| 1985 | Back to the Future              | Director y guionista            |
| 1988 | ¿Quién engañó a Roger Rabbit?   | Director                        |
| 1989 | Back to the Future Part II      | Director y guionista            |
| 1990 | Back to the Future Part III     | Director y guionista            |
| 1992 | Tales from the Crypt            | Director y productor            |
| 1992 | Death Becomes Her               | Director y productor            |
| 1992 | The Public Eye                  | Productor ejecutivo             |
| 1992 | Trespass                        | Guionista y productor ejecutivo |
| 1994 | Forrest Gump                    | Director                        |
| 1995 | Demon Knight                    | Productor ejecutivo             |
| 1996 | The Frighteners                 | Productor ejecutivo             |
| 1996 | Bordello of Blood               | Guionista y productor ejecutivo |
| 1997 | Contact                         | Director y productor            |
| 1999 | House on Haunted Hill           | Productor                       |
| 2000 | What Lies Beneath               | Director y productor            |
| 2000 | Náufrago                        | Director y productor            |
| 2001 | 13 Fantasmas                    | Productor                       |
| 2002 | Ritual                          | Productor                       |
| 2002 | Barco fantasma                  | Productor                       |
| 2003 | Matchstick Men                  | Productor ejecutivo             |
| 2003 | Gothika                         | Productor                       |
| 2004 | The Polar Express               | Director, productor y guionista |
| 2005 | La casa de cera                 | Productor                       |
| 2006 | Last Holiday                    | Productor ejecutivo             |
| 2006 | Monster House                   | Productor ejecutivo             |
| 2007 | The Reaping                     | Productor                       |
| 2007 | Beowulf                         | Director y productor            |
| 2007 | Return to House on Haunted Hill | Productor                       |
| 2009 | A Christmas Carol               | Director, productor y guionista |
| 2011 | Mars Needs Moms                 | Productor                       |
| 2011 | Real Steel                      | Productor ejecutivo             |
| 2012 | El vuelo                        | Director y productor            |
| 2015 | The Walk                        | Director, productor y guionista |
| 2015 | White Weapon                    | Director                        |
| 2016 | Aliados                         | Director                        |
| 2018 | Bienvenidos a Marwen            | Director, guionista y productor |
| 2020 | Las brujas                      | Director                        |
| 2021 | Chaos Walking                   | Productor                       |
| 2022 | Pinocho                         | Director y coescritor           |
| 2024 | Here                            | Director, guionista y productor |

## Premios y distinciones
Premios Óscar
| Año  | Categoría              | Película           | Resultado |
| ---- | ---------------------- | ------------------ | --------- |
| 1986 | Mejor guion original   | Back to the Future | Nominado  |
| 1995 | Mejor director         | Forrest Gump       | Ganador   |
| 2006 | Mejor película animada | Monster House      | Nominado  |

Globo de Oro
| Año  | Categoría                          | Película            | Resultado |
| ---- | ---------------------------------- | ------------------- | --------- |
| 1984 | Mejor película - Comedia o musical | Romancing the Stone | Ganador   |
| 1986 | Mejor película - Comedia o musical | Back to the Future  | Nominado  |
| 1986 | Mejor guion                        | Back to the Future  | Nominado  |
| 1995 | Mejor director                     | Forrest Gump        | Ganador   |
| 1995 | Mejor película - Drama             | Forrest Gump        | Ganador   |

Premios BAFTA
| Año  | Categoría                   | Película           | Resultado |
| ---- | --------------------------- | ------------------ | --------- |
| 1986 | Mejor película              | Back to the Future | Nominado  |
| 1986 | Mejor guion original        | Back to the Future | Nominado  |
| 1994 | Mejor película              | Forrest Gump       | Nominado  |
| 1994 | Mejor director              | Forrest Gump       | Nominado  |
| 2004 | Mejor película de animación | The Polar Express  | Nominado  |

Premios Golden Raspberry
| Año  | Categoría                   | Película | Resultado |
| ---- | --------------------------- | -------- | --------- |
| 2023 | Peor película               | Pinocho  | Nominado  |
| 2023 | Peor Remake/Rip-off/Secuela | Pinocho  | Ganador   |
| 2023 | Peor director               | Pinocho  | Nominado  |
| 2023 | Peor guion                  | Pinocho  | Nominado  |